# Championnat d'Angleterre de rugby à XV 2019-2020
Navigation
Aviva Premiership
 2018-2019 Gallagher Premiership 2020-2021
Le championnat d'Angleterre de rugby à XV 2019-2020, qui porte le nom Gallagher Premiership de son sponsor du moment, oppose les douze meilleures équipes anglaises de rugby à XV. Le championnat débute le 18 octobre 2019 et s'achève le 20 juin 2020 par une finale au stade de Twickenham, à Londres. Une première phase de classement voit s'affronter toutes les équipes en matchs aller et retour. À la fin de cette phase régulière, les quatre premières équipes sont qualifiées pour les demi-finales et la dernière du classement est rétrogradée en RFU Championship. La saison se termine sur une phase de playoff avec des demi-finales et une finale pour l'attribution du titre.
Interrompue par la pandémie de Covid-19, la saison se termine finalement du 14 août au 24 octobre.

## Liste des équipes en compétition
| Bath Bristol Exeter Gloucester Harlequins Leicester Irish Northampton Sale Saracens Wasps Worcester |

La compétition oppose pour la saison 2019-2020 les douze meilleures équipes anglaises de rugby à XV :
- Bath Rugby
- Bristol Bears
- Exeter Chiefs Rugby Club
- Gloucester Rugby
- Harlequins
- Leicester Tigers
- London Irish
- Northampton Saints
- Sale Sharks
- Saracens
- Wasps
- Worcester Warriors

## Résumé des résultats

### Phase régulière

#### Classement de la phase régulière
| Rang | Club               | J  | V  | N | D  | Bo | Bd | Pm  | Pe  | Diff | Pts  |
| ---- | ------------------ | -- | -- | - | -- | -- | -- | --- | --- | ---- | ---- |
| 1    | Exeter Chiefs      | 22 | 15 | 0 | 7  | 9  | 5  | 630 | 443 | +187 | 74   |
| 2    | Wasps              | 22 | 14 | 0 | 8  | 12 | 3  | 662 | 497 | +165 | 71   |
| 3    | Bristol Bears      | 22 | 14 | 1 | 7  | 8  | 3  | 561 | 457 | +104 | 69   |
| 4    | Bath Rugby         | 22 | 14 | 1 | 7  | 7  | 2  | 520 | 457 | +63  | 67   |
| 5    | Sale Sharks        | 22 | 13 | 0 | 9  | 7  | 5  | 546 | 375 | +171 | 64   |
| 6    | Harlequins         | 22 | 10 | 1 | 11 | 6  | 3  | 517 | 560 | -43  | 51   |
| 7    | Gloucester Rugby   | 22 | 8  | 0 | 14 | 9  | 5  | 515 | 513 | +2   | 46   |
| 8    | Northampton Saints | 22 | 8  | 0 | 14 | 5  | 5  | 438 | 547 | -109 | 42   |
| 9    | Worcester Warriors | 22 | 8  | 0 | 14 | 3  | 6  | 398 | 578 | -180 | 41   |
| 10   | London Irish (P)   | 22 | 6  | 1 | 15 | 6  | 2  | 386 | 633 | -247 | 34   |
| 11   | Leicester Tigers   | 22 | 6  | 1 | 15 | 1  | 2  | 374 | 609 | -235 | 29   |
| 12   | Saracens (T)       | 22 | 13 | 1 | 8  | 9  | 4  | 583 | 461 | +122 | -38¹ |

¹ Les Saracens ont eu 105 points de pénalité pour non-respect du salary cap.
|  | Qualifiés pour la phase finale et la coupe d'Europe 2020-2021 (no 1, no 2, no 3, no 4). |
|  | Qualifiés pour la coupe d'Europe 2020-2021 (no 5, no 6, no 7, no 8).                    |
|  | Relégué en RFU Championship pour la saison 2020-2021 (no 12).                           |
|  | T : tenant du titre 2018-2019 ; P : promu 2018-2019                                     |

Attribution des points : victoire sur tapis vert : 5, victoire : 4, match nul : 2, défaite : 0, forfait : -2 ; plus les bonus (offensif : 4 essais marqués ; défensif : défaite par 7 points d'écart maximum).

Règles de classement : 1. Nombre de victoires ; 2.différence de points ; 3. nombre de points marqués ; 4. points marqués dans les matchs entre équipes concernées ; 5. Nombre de victoires en excluant la 1re journée, puis la 2e journée, et ainsi de suite.

#### Résultats détaillés
Les points marqués par chaque équipe sont inscrits dans les colonnes centrales (3-4) alors que les essais marqués sont donnés dans les colonnes latérales (1-6). Les points de bonus sont symbolisés par une bordure bleue pour les bonus offensifs (quatre essais ou plus), orange pour les bonus défensifs (défaite par moins de sept points d'écart), rouge si les deux bonus sont cumulés.

### Phase finale

#### Demi-finales
| 10 octobre 2020 14 h 30 CEST | Wasps | 47 - 24 (23 - 5) | Bristol Bears                                                                                              | Ricoh Arena 0 spectateurs Arbitre : Matthew Carley |
| 10 octobre 2020 14 h 30 CEST | Essai(s) : Fekitoa (8e), Willis (34e), Robson (59e), Kibirige (63e), Minozzi (65e) Transformation(s) : Gopperth (9e, 36e, 60e, 64e, 67e) Pénalité(s) : Gopperth (14e, 19e, 30e, 53e) |                  | Essai(s) : Morahan (21e), Thacker (48e), Randall (73e), Malins (77e) Transformation(s) : Sheedy (49e, 74e) | Ricoh Arena 0 spectateurs Arbitre : Matthew Carley |
| 10 octobre 2020 14 h 30 CEST | |                  | | Ricoh Arena 0 spectateurs Arbitre : Matthew Carley |

| 10 octobre 2020 17 h 30 CEST | Exeter Chiefs | 35 - 6 (14 - 6) | Bath Rugby                          | Sandy Park 0 spectateurs Arbitre : Luke Pearce |
| 10 octobre 2020 17 h 30 CEST | Essai(s) : Hill (16e, 62e), Cowan-Dickie (29e), Hogg (50e), Devoto (50e) Transformation(s) : J. Simmonds (17e, 30e, 63e, 70e) Carton(s) jaune(s) : Hill (34e) |                 | Pénalité(s) : Priestland (22e, 26e) | Sandy Park 0 spectateurs Arbitre : Luke Pearce |
| 10 octobre 2020 17 h 30 CEST | |                 |                                     | Sandy Park 0 spectateurs Arbitre : Luke Pearce |

#### Finale
| 24 octobre 2020 19 h CEST | Exeter Chiefs | 19 - 13 (13 - 10) | Wasps                                                                                             | Twickenham Stadium 0 spectateurs Arbitre : Craig Maxwell-Keys |
| 24 octobre 2020 19 h CEST | Essai(s) : 1 Slade (18e) Transformation(s) : 1 J. Simmonds (19e) Pénalité(s) : 4 J. Simmonds (35e, 41e, 66e, 81e) |                   | Essai(s) : 1 Umaga (30e) Transformation(s) : 1 Gopperth (31e) Pénalité(s) : 2 Gopperth (13e, 59e) | Twickenham Stadium 0 spectateurs Arbitre : Craig Maxwell-Keys |
| 24 octobre 2020 19 h CEST | |                   |                                                                                                   | Twickenham Stadium 0 spectateurs Arbitre : Craig Maxwell-Keys |

## Statistiques
Les statistiques incluent la phase finale.

### Meilleurs réalisateurs
À jour le 04/04/2021
| Rang | Joueur            | Club               | Points | Essais | Transf. | Pén. | Drops |
| ---- | ----------------- | ------------------ | ------ | ------ | ------- | ---- | ----- |
| 1    | Rhys Priestland   | Bath Rugby         | 206    | 0      | 34      | 46   | 0     |
| 2    | Marcus Smith      | Harlequins         | 198    | 7      | 35      | 31   | 0     |
| 3    | Callum Sheedy     | Bristol Bears      | 181    | 0      | 41      | 33   | 0     |
| 4    | Jimmy Gopperth    | Wasps              | 170    | 3      | 40      | 25   | 0     |
| 5    | Joe Simmonds      | Exeter Chiefs      | 157    | 2      | 45      | 19   | 0     |
| 6    | Robert du Preez   | Sale Sharks        | 141    | 3      | 33      | 19   | 1     |
| 7    | Duncan Weir       | Worcester Warriors | 127    | 1      | 22      | 26   | 0     |
| 8    | Billy Twelvetrees | Gloucester Rugby   | 114    | 2      | 28      | 16   | 0     |
| 9    | James Grayson     | Northampton Saints | 104    | 1      | 18      | 20   | 1     |
| 10   | Manu Vunipola     | Saracens           | 98     | 0      | 25      | 16   | 0     |

### Meilleurs marqueurs
À jour le 04/04/2021
| Rang | Joueur                | Club             | Essais |
| ---- | --------------------- | ---------------- | ------ |
| 1    | Ben Earl              | Bristol Bears    | 11     |
| 1    | Ollie Thorley         | Gloucester Rugby | 11     |
| 3    | Jonny Hill            | Exeter Chiefs    | 10     |
| 3    | Zach Kibirige         | Wasps            | 10     |
| 3    | Luke Morahan          | Bristol Bears    | 10     |
| 3    | Louis Rees-Zammit     | Gloucester Rugby | 10     |
| 3    | Sam Simmonds          | Exeter Chiefs    | 10     |
| 8    | Ollie Hassell-Collins | London Irish     | 9      |
| 8    | Ruaridh McConnochie   | Bath Rugby       | 9      |
| 8    | Jack Willis           | Wasps            | 9      |

## Premiership Rugby Awards
Lors des Premiership Rugby Awards 2020, cérémonie se déroulant à l'issue de la phase régulière, les vainqueurs sont les suivants :
| Distinction             | Lauréat         | Club             |
| ----------------------- | --------------- | ---------------- |
| Joueur de la saison     | Jack Willis     | Wasps            |
| Révélation de la saison | Jack Willis     | Wasps            |
| Entraîneur de la saison | Rob Baxter      | Exeter Chiefs    |
| Meilleur marqueur       | Ben Earl        | Bristol Bears    |
| Meilleur marqueur       | Ollie Thorley   | Gloucester Rugby |
| Meilleur réalisateur    | Rhys Priestland | Bath Rugby       |
| Essai de la saison      | Marcus Smith    | Harlequins       |

| Poste                  | Joueurs               | Joueurs               | Joueurs               | Joueurs               | Joueurs               | Joueurs               |
| ---------------------- | --------------------- | --------------------- | --------------------- | --------------------- | --------------------- | --------------------- |
| Arrière                | [15] Charles Piutau   | [15] Charles Piutau   | [15] Charles Piutau   | [15] Charles Piutau   | [15] Charles Piutau   | [15] Charles Piutau   |
| Trois quarts ailes     | [14] Zach Kibirige    | [14] Zach Kibirige    | [14] Zach Kibirige    | [11] Ollie Thorley    | [11] Ollie Thorley    | [11] Ollie Thorley    |
| Trois quarts centres   | [13] Semi Radradra    | [13] Semi Radradra    | [13] Semi Radradra    | [12] Sam James        | [12] Sam James        | [12] Sam James        |
| Charnière              | [10] Jacob Umaga      | [10] Jacob Umaga      | [10] Jacob Umaga      | [9] Ben Spencer       | [9] Ben Spencer       | [9] Ben Spencer       |
| Troisième ligne centre | [8] Sam Simmonds      | [8] Sam Simmonds      | [8] Sam Simmonds      | [8] Sam Simmonds      | [8] Sam Simmonds      | [8] Sam Simmonds      |
| Troisième ligne aile   | [7] Ben Earl          | [7] Ben Earl          | [7] Ben Earl          | [6] Jack Willis       | [6] Jack Willis       | [6] Jack Willis       |
| Deuxième ligne         | [5] Maro Itoje        | [5] Maro Itoje        | [5] Maro Itoje        | [4] Jonny Hill        | [4] Jonny Hill        | [4] Jonny Hill        |
| Piliers                | [3] Will Stuart       | [3] Will Stuart       | [3] Will Stuart       | [1] Beno Obano        | [1] Beno Obano        | [1] Beno Obano        |
| Talonneur              | [2] Luke Cowan-Dickie | [2] Luke Cowan-Dickie | [2] Luke Cowan-Dickie | [2] Luke Cowan-Dickie | [2] Luke Cowan-Dickie | [2] Luke Cowan-Dickie |